# Juan Carlos García Barahona
Juan Carlos García Barahona (Tela, Atlántida; 8 de marzo de 1988-Tegucigalpa, 9 de enero de 2018) fue un futbolista hondureño. Jugaba de lateral izquierdo y su último equipo fue el Wigan Athletic inglés.

## Trayectoria
Juan Carlos García se formó en las categorías inferiores del Club Deportivo Marathón donde se destacó como una de las principales promesas a futuros del club. Debutó de manera profesional con Marathón en el año 2005 y disputó 53 partidos anotando 1 gol, además fue campeón de la Liga Nacional de Honduras en tres ocasiones y vicecampeón en una.
En 2010 por pedido del técnico Carlos Restrepo Isaza es fichado por el Club Deportivo Olimpia, como nuevo refuerzo para la Concacaf Liga Campeones 2010-2011 y el Torneo Apertura 2010. En ese mismo año disputó la final nacional ante Real España, la cual Olimpia perdió. En el partido de vuelta salió expulsado al minuto 78 después de propinarle un violento cabezazo a Mario Martínez del Real España. En el siguiente torneo también disputó la final nacional pero ante Motagua. En el partido de vuelta anotó con la cabeza un autogol tras un fuerte remate de Amado Guevara, dándole de manera parcial la victoria 2-1 a Motagua; Olimpia perdió ese partido con un resultado de 3-1.
Para las dos temporadas siguientes la historia sería diferente ya que Olimpia se coronaría tetracampeón nacional y el desempeño de García contribuyó a este gran logro, lo cual desató el interés de varios clubes europeos y de la MLS en él. Finalmente el 26 de julio de 2013, el Wigan Athletic Football Club de Inglaterra, que tenía a Roger Espinoza en su plantilla, se hizo de sus servicios por un periodo de tres años y llegó como refuerzo para la UEFA Europa League 2013/14 y el campeonato local.
El 9 de agosto de 2014, el presidente del Club Deportivo Tenerife de la Liga Adelante, Miguel Concepción, anunció lo siguiente: "Con la incorporación de este zaguero, que disputó el mundial de Brasil, y la de Cristian 'Ruso' García casi se da por cerrado el capítulo de incorporaciones." Confirmándose así la incorporación de Juan Carlos García al fútbol español en calidad de préstamo.
El 16 de febrero de 2015 se anunció que García padecía de leucemia y por tanto, debió retirarse de las canchas para dedicar tiempo al tratamiento de su enfermedad. Un año después, precisamente el 6 de febrero, se anunció que García había superado con éxito la leucemia y que regresaría a las canchas a partir de la temporada 2016/17, algo que no se llegaría a producir debido a una recaída. Finalmente, el 9 de enero de 2018 falleció a consecuencia de la enfermedad.

## Fallecimiento
Tras dos años en la lucha contra la leucemia y un aparente éxito del tratamiento, García recayó y el día martes 9 de enero de 2018 murió en horas de la madrugada en Tegucigalpa. Su cuerpo fue enviado a su familia a Tela de donde era oriundo, para que se realizara el funeral.
En marzo de 2017, García dijo no haber recibido apoyo de parte de Fenafuth, Concacaf ni Fifa.

## Selección nacional
Fue internacional con la Selección de fútbol de Honduras en más de 30 ocasiones. Su primera aparición fue en un partido contra la Selección de fútbol de Granada, por la Copa de Oro 2009.
El 5 de mayo de 2014 se anunció que García había sido convocado por el entrenador Luis Fernando Suárez entre los 23 jugadores que disputarían la Copa Mundial de Fútbol de 2014 en Brasil con Honduras.

### Participaciones en Copas del Mundo
| Mundial                        | Sede   | Resultado    |
| ------------------------------ | ------ | ------------ |
| Copa Mundial de Fútbol de 2014 | Brasil | Primera fase |

### Participaciones en Copa de Oro
| Copa de Oro      | Sede           | Resultado    |
| ---------------- | -------------- | ------------ |
| Copa de Oro 2009 | Estados Unidos | Cuarto lugar |
| Copa de Oro 2011 | Estados Unidos | Cuarto lugar |
| Copa de Oro 2013 | Estados Unidos | Cuarto lugar |

### Participaciones en Copa Centroamericana
| Copa Centroamericana      | Sede       | Resultado  |
| ------------------------- | ---------- | ---------- |
| Copa Centroamericana 2011 | Panamá     | Campeón    |
| Copa Centroamericana 2013 | Costa Rica | Subcampeón |

## Clubes
| Club              | País       | Año       |
| ----------------- | ---------- | --------- |
| Marathón          | Honduras   | 2005-2010 |
| Olimpia           | Honduras   | 2010-2013 |
| Wigan Athletic    | Inglaterra | 2013-2014 |
| Tenerife (cesión) | España     | 2014      |
| Wigan Athletic    | Inglaterra | 2015-2016 |

## Palmarés

### Torneos nacionales
| Título          | Club           | País       | Año  |
| --------------- | -------------- | ---------- | ---- |
| Torneo Apertura | Marathón       | Honduras   | 2007 |
| Torneo Apertura | Marathón       | Honduras   | 2008 |
| Torneo Apertura | Marathón       | Honduras   | 2009 |
| Torneo Apertura | Olimpia        | Honduras   | 2011 |
| Torneo Clausura | Olimpia        | Honduras   | 2012 |
| Torneo Apertura | Olimpia        | Honduras   | 2012 |
| Torneo Clausura | Olimpia        | Honduras   | 2013 |
| League One      | Wigan Athletic | Inglaterra | 2016 |

### Torneos internacionales
| Título               | Club (*) | Sede   | Año  |
| -------------------- | -------- | ------ | ---- |
| Copa Centroamericana | Honduras | Panamá | 2011 |